# Biarritz (Uruguai)
Biarritz és un balneari del sud de l'Uruguai ubicat al departament de Canelones. Forma part de la Costa de Oro.

## Geografia
Biarritz es troba al sud-est del departament de Canelones, al sector 8. Al sud té platges sobre el Riu de la Plata; a l'est limita amb Cuchilla Alta, i a l'oest amb el balneari de Santa Lucía del Este.
El balneari s'ubica al km 72 de la Ruta Interbalneària.

## Població
D'acord amb les dades del cens de 2004, Biarritz tenia una població aproximada de 27 habitants.
| Any  | Població |
| ---- | -------- |
| 1963 | 14       |
| 1975 | 6        |
| 1985 | 13       |
| 1996 | 20       |
| 2004 | 27       |
| 2011 | 57       |

Font: Institut Nacional d'Estadística de l'Uruguai